# Gullveig

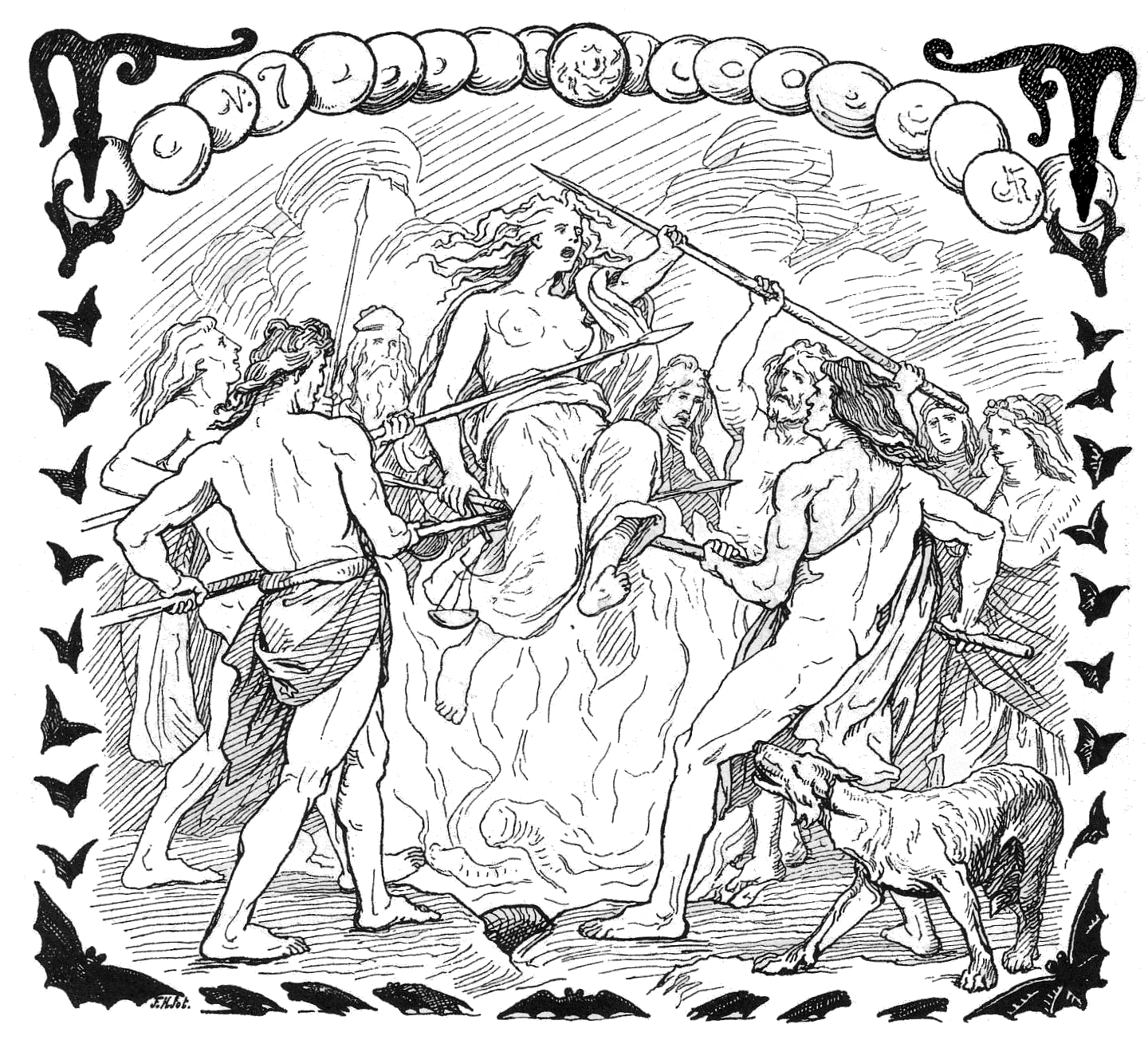
Gullveig.

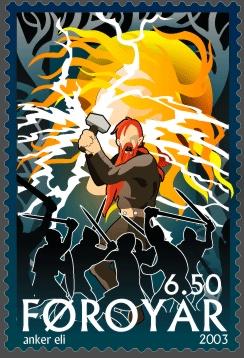
Selo feroês 2003 com a ilustração da execução de Gullveigs

Na mitologia nórdica, Gullveig é uma deusa vanir bruxa que era a mais vaidosa de todos os deuses nórdicos e amava o ouro acima de tudo por isso usava sua onipotência em magia para conseguir o que queria. Gullveig era uma bruxa cruel e ganaciosa, e trabalhava por ouro. Ela amava tanto o ouro que usou uma magia para brilhar como ouro. Como virou um símbolo de riqueza, foi acolhida pelos Vanir.
Voluspa foi primeira guerra de todos os tempos. Gullveig, amiga dos Vanir, foi feita em pedaços por lanças e queimada até a morte no saguão de Odin, pois os Aesir acharam-na insuportável e gananciosa. Foi queimada por três vezes e três vezes renasceu, sendo também chamada por nomes de bruxas poderosas. Os Vanir odiaram o mal-trato de sua amiga e começaram a guerra.
Ela conheceu o fim do mundo com todos os seus horrores, foi morta três vezes por Odin, e nas três vezes ela ressuscitou.